# Кім Ин Ха
Кім Ин Ха (нар. 8 березня 1975) — колишня південнокорейська тенісистка.
Найвищу одиночну позицію світового рейтингу — 141 місце досягла 26 жовтня 1998, парну — 84 місце — 27 липня 1998 року.
Здобула 8 одиночних та 15 парних титулів туру ITF.
Найвищим досягненням на турнірах Великого шолома було 2 коло в парному розряді.
Завершила кар'єру 2003 року.

## Фінали ITF
| турніри $100,000 |
| турніри $75,000  |
| турніри $50,000  |
| турніри $25,000  |
| турніри $10,000  |

### Одиночний розряд (8–4)
| Результат | Ранг | Дата             | Турнір                         | Покриття | Суперниця     | Рахунок       |
| --------- | ---- | ---------------- | ------------------------------ | -------- | ------------- | ------------- |
| Перемога  | 1.   | 6 червня 1994    | Сеул, Південна Корея           | Тверде   | Чхой Йон Ча   | 6–3, 7–5      |
| Перемога  | 2.   | 19 грудня 1994   | Маніла, Філіппіни              | Тверде   | Ї Цзін-Цянь   | 6–1, 6–4      |
| Поразка   | 3.   | 8 травня 1995    | Сеул, Південна Корея           | Ґрунт    | Choi Ju-yeon  | 4–6, 5–7      |
| Перемога  | 4.   | 29 травня 1995   | Сеул, Південна Корея           | Тверде   | Чхой Йон Ча   | 6–2, 6–2      |
| Перемога  | 5.   | 5 червня 1995    | Сеул, Південна Корея           | Тверде   | Кукі Мадока   | 6–2, 6–1      |
| Перемога  | 6.   | 6 травня 1996    | Сеул, Південна Корея           | Ґрунт    | Чхой Йон Ча   | 2–6, 6–2, 6–3 |
| Поразка   | 7.   | 3 листопада 1997 | Пекін, КНР                     | Тверде   | Ї Цзін-Цянь   | 3–6, 5–7      |
| Перемога  | 8.   | 26 квітня 1998   | Шеньчжень, КНР                 | Тверде   | Ї Цзін-Цянь   | 6–3, 6–1      |
| Поразка   | 9.   | 18 жовтня 1998   | Індіан-Веллс (Каліфорнія), США | Тверде   | Павліна Нола  | 3–6, 4–6      |
| Поразка   | 10.  | 14 травня 2000   | Сеул, Південна Корея           | Ґрунт    | Лі На         | 3–6, 6–7(1–7) |
| Перемога  | 11.  | 4 червня 2000    | Шеньчжень, КНР                 | Тверде   | Сунь Тяньтянь | 6–4, 6–3      |
| Перемога  | 12.  | 29 квітня 2001   | Сеул, Південна Корея           | Тверде   | Ї Цзін-Цянь   | 6–4, 6–2      |

### Парний розряд (15–7)
| Результат | Ранг | Дата              | Турнір                                 | Покриття | Партнерка      | Суперниці                        | Рахунок            |
| --------- | ---- | ----------------- | -------------------------------------- | -------- | -------------- | -------------------------------- | ------------------ |
| Перемога  | 1.   | 12 грудня 1994    | Маніла, Філіппіни                      | Тверде   | Choi Ju-yeon   | Ісіда Кейко Park In-sook         | 6–3, 6–4           |
| Перемога  | 2.   | 20 березня 1995   | Бандар-Сері-Бегаван, Бруней            | Тверде   | Choi Ju-yeon   | Kim Soon-nam Kim Ih-sook         | 6–4, 6–0           |
| Перемога  | 3.   | 8 травня 1995     | Сеул, Південна Корея                   | Ґрунт    | Choi Ju-yeon   | Ісіда Кейко Мамі Доносіро        | 6–3, 6–3           |
| Перемога  | 4.   | 22 травня 1995    | Пекін, КНР                             | Тверде   | Kim Ih-sook    | Франческа Ла'О Вен Цзитін        | 6–2, 6–3           |
| Перемога  | 5.   | 29 травня 1995    | Сеул, Південна Корея                   | Ґрунт    | Kim Ih-sook    | Choi Jin Чхой Йон Ча             | 6–4, 7–5           |
| Перемога  | 6.   | 5 травня 1997     | Сеул, Південна Корея                   | Ґрунт    | Чо Юн Чон      | Чхой Йон Ча Пак Сон Хі           | 6–3, 7–6(8–6)      |
| Перемога  | 7.   | 4 серпня 1997     | Джакарта, Індонезія                    | Ґрунт    | Чхой Йон Ча    | Керрі-Енн Г'юз Крістін Кунс      | 6–3, 6–4           |
| Перемога  | 8.   | 15 вересня 1997   | Тайбей, Тайвань                        | Тверде   | Чхой Йон Ча    | Керрі-Енн Г'юз Кетрін Берклей    | 1–6, 6–4, 6–3      |
| Перемога  | 9.   | 10 листопада 1997 | Маунт-Гамбір, Австралія                | Тверде   | Кетрін Берклей | Рені Рід Река Відатс             | 6–3, 6–2           |
| Перемога  | 10.  | 26 квітня 1998    | Шеньчжень, КНР                         | Тверде   | Кетрін Берклей | Гейл Біггс Хотта Томое           | 6–3, 6–2           |
| Поразка   | 11.  | 25 жовтня 1998    | Х'юстон, США                           | Тверде   | Хіракі Ріка    | Нана Міяґі Міхо Саекі            | 1–6, 6–4, 1–6      |
| Поразка   | 12.  | 9 серпня 1999     | Лексінгтон (Кентуккі), США             | Тверде   | Жулі Пуллен    | Александра Фусаї Флоренсія Лабат | 4–6, 1–6           |
| Перемога  | 13.  | 3 жовтня 1999     | Сеул, Південна Корея                   | Тверде   | Кетрін Берклей | Тамарін Танасугарн Пак Сон Хі    | 4–6, 6–4, 6–2      |
| Поразка   | 14.  | 4 жовтня 1999     | Саґа (Саґа), Японія                    | Трава    | Петра Рампре   | Кетрін Берклей Ванесса Вебб      | 7–6, 3–6, 2–6      |
| Перемога  | 15.  | 4 червня 2000     | Шеньчжень, КНР                         | Тверде   | Обата Саорі    | Лі На Лі Тін                     | 6–1, 6–3           |
| Поразка   | 16.  | 25 березня 2001   | Ла-Каньяда-Флінтридж (Каліфорнія), США | Тверде   | Хіракі Ріка    | Жулі Пуллен Лорна Вудрофф        | 2–6, 4–6           |
| Перемога  | 17.  | 29 квітня 2001    | Сеул, Південна Корея                   | Тверде   | Вінне Пракуся  | Анжеліка Бахманн Адрієнн Хегюдюш | 6–3, 6–2           |
| Перемога  | 18.  | 6 травня 2001     | Ґіфу, Японія                           | Килим    | Вінне Пракуся  | Жулі Пуллен Лорна Вудрофф        | 1–6, 6–4, 7–6(7–2) |
| Поразка   | 19.  | 16 вересня 2001   | Сеул, Південна Корея                   | Тверде   | Хіракі Ріка    | Чхой Йон Ча Kim Eun-sook         | 3–6, 3–6           |
| Поразка   | 20.  | 18 листопада 2001 | Порт-Пірі, Австралія                   | Тверде   | Чон Мі Ра      | Ліза Макші Труді Мусгрейв        | 5–7, 4–6           |
| Перемога  | 21.  | 25 лютого 2002    | Нью-Делі, Індія                        | Тверде   | Чхой Йон Ча    | Ева Бірнерова Яна Главачкова     | 6–7(4–7), 6–4, 6–3 |
| Поразка   | 22.  | 16 листопада 2003 | Маніла, Філіппіни                      | Тверде   | Kim Ji-young   | Вінне Пракуся Мая Роса           | 6–2, 0–6, 4–6      |